# Quercus havardii
Quercus havardii là một loài thực vật có hoa trong họ Cử. Loài này được Rydb. miêu tả khoa học đầu tiên năm 1901.

## Hình ảnh

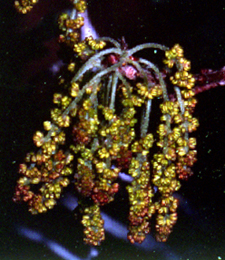